# Nobol (kanton)
Nobol – kanton w prowincji Guayas, w Ekwadorze. Stolicą kantonu jest Nobol.